# Ōgimachi Tennō
Ōgimachi Tennō (正親町天皇?) (18 de junio de 1517-6 de febrero de 1593) fue el 106° emperador de Japón, de acuerdo al orden tradicional de sucesión. Reinó del 27 de octubre de 1557 al 17 de diciembre de 1586, etapa final del Período Sengoku. Su nombre personal era Michihito (方仁).

## Genealogía
El Emperador Ōgimachi era el primer hijo del Emperador Go-Nara
- Madenokōji (Fujiwara) Fusako (万里小路（藤原）房子)
  - Segunda hija: Princesa Eitaka (永高女王)
  - Quinto hijo: Príncipe Imperial Masahito ?? (誠仁親王) 
    - Primer hijo: Príncipe Imperial Kazuhito (和仁親王) (Go-Yōzei Tennō)

## Vida
Ōgimachi se convirtió en Emperador después de la muerte del Emperador Go-Nara. Las ceremonias que rodearon su coronación fueron hechas posiblemente por una donación de Mōri Motonari y otros. De esta manera, las finanzas de la Familia Imperial fueron enormemente forzadas. La autoridad de la Corte Imperial también comenzó a caer, pero Oda Nobunaga, quien entró a Kioto cambió la situación. Frecuentemente usando al Emperador como mediador cuando los enemigos luchaban, Oda Nobunaga trajo la paz a Japón. Sin embargo, por alrededor de 1573, Oda Nobunaga vino a exigir con frecuencia la abdicación del Emperador, pero el Emperador se negaba.
Antes de que el poder político fuera transferido a Toyotomi Hideyoshi, con el fin de tomar ventaja de la autoridad del Emperador, el poder de la Familia Imperial fue incrementado. De esta manera, Hideyoshi y la Familia Imperial entraron en una relación de benéfico mutuo.
En 1586, abdicó en favor de su nieto, el Príncipe Imperial Katahito (周仁親王), que se convirtió en el Emperador Go-Yōzei. Ōgimachi se retiró al Palacio Sennōda. El 6 de febrero de 1593 murió.
Durante el reinado de Ōgimachi, con la asistencia de Oda Nobunaga y Toyotomi Hideyoshi, la Familia Imperial fue capaz de parar la declinación que había estado desde la Guerra Ōnin, y comenzó una época de recuperación.

## Eras de su reinado
- Kōji
- Eiroku
- Genki
- Tenshō